# Ствига
Ствига́ — річка в Україні (в межах Рівненської області) та в Білорусі (в межах Берестейської і Гомельської областей), права притока Прип'яті (басейн Дніпра).
Ствига бере початок з боліт Клесівської рівнини, що на Поліссі, за 5 км на південний захід від с. Будки-Сновидовицькі. Тече переважно на північ і лише в Білорусі, вийшовши в долину річки Прип'яті, повертає під прямим кутом на схід. Впадає у Прип'ять на схід від смт Турова.
Довжина 178 км (у межах України — 60 км), площа басейну — 5440 км² (в межах України — 870 км²). Ширина річища від 2—4 м у верхів'ї до 30—50 м у нижній течії. Понад 40 % площі басейну Ствиги заболочено. Долина річки у верхів'ї трапецієподібна (завширшки до 1 км), нижче невиразна, завширшки до 4 км. Заплава двостороння, ширина її зростає від 80—200 м у верхів'ї до 1—1,2 км у пониззі. Річище дуже звивисте, у середній течії утворює меандри; є острови. У верхній течії річище каналізоване. Похил річки 0,45 м/км.

## Притоки
Праві Гусь, Язвиниця, Канал Недель, Тризна, Студениця, Плав, Мутвиця; 
- Річка без назви - річка в Білорусі, у Лельчицькому районі Гомельської області. Бере початок на південно-західній стороні від села Березци у Республіканському водно-болотистому заказнику «Старий Жаден». Спочатку тече на північний захід, потім на північний схід через Національний парк «Прип'ятський» і на південно-східній околиці села Коротичи впадає у Ствигу. Довжина річки 12 км, похил річки 0,58  м/км, площа басейну водозбору 158  км². Річка повністю каналізована[2].

Ліві Перерісль, Льва.
- Річка без назви - річка в Україні й Білорусі, у Рокитнівському й Столінському районах Рівненської й Берестейської областей. Бере початок на східній стороні від Грабунь. Тече переважно на північний схід через село Березове і в урочищі Храпунь[3] (на цьому місці було село Храпуня) впадає у Ствигу[4]. Довжина річки 15 км, похил річки 0,74  м/км. Площа басейну водозбору 106  км²[5]. Річка формується багатьма безіменними струмками, загатами і повністю каналізована.

Колись Ствига використовувалася для лісосплаву.